# Lysapsus limellum
Lysapsus limellum es una especie de anfibio de la subfamilia Hylinae de la familia Hylidae, que habita en marismas de llanura del centro de Sudamérica.  

## Distribución
Este anfibio se encuentra siempre a menos de 200 m s. n. m., en el centro del Brasil en los estados de Mato Grosso y Rondônia; en el Paraguay; en Bolivia en los departamentos del Beni, Cochabamba, La Paz, Santa Cruz, y Pando; en Argentina en las provincias de Buenos Aires, Corrientes, Chaco, Entre Ríos, Formosa, Santa Fe y Santiago del Estero; y en el Uruguay en las Termas del Arapey en Salto y en el departamento de Artigas.

## Conservación
La especie es abundante, por lo tanto se la categoriza como de «preocupación menor».

## Publicación original
Esta especie fue descrita originalmente en el año 1862 por el zoólogo estadounidense Edward Drinker Cope.